# Valerie Adams
Dame Valerie Kasanita Adams (Rotorua, 6 oktober 1984) is een Nieuw-Zeelandse atlete, die is gespecialiseerd in het kogelstoten. Op dit onderdeel werd ze tweemaal olympisch kampioene, zevenmaal wereldkampioene (viermaal outdoor en driemaal indoor) en meervoudig Nieuw-Zeelands kampioene. Ook heeft ze het Gemenebest-record in handen met 20,54 m. Hiernaast werd ze ook Nieuw-Zeelands kampioene kogelslingeren en Nieuw-Zeelands kampioene discuswerpen.

## Biografie

### Jeugd
Adams begon op veertienjarige leeftijd met topsport. Als junior behoorde ze tot de sterkste kogelstootsters van haar land. Op vijftienjarige leeftijd werd ze voor het eerst Nieuw-Zeelands kampioene kogelstoten en in datzelfde jaar werd ze wereldkampioene bij de jeugd. In 2002 won ze in Kingston op haar favoriete nummer goud op de wereldkampioenschappen voor junioren en veroverde ze hierop een zilveren medaille bij de Gemenebestspelen.

### Senioren
In 2003 maakte Valerie Adams op de wereldkampioenschappen van 2003 in Parijs haar WK-debuut bij de senioren en werd op het onderdeel kogelstoten met 18,65 vijfde. Het jaar erop richtte ze zich op de Olympische Spelen in Athene, waar ze in de finale een achtste plaats haalde met 18,56.
In 2005 behaalde ze op twintigjarige leeftijd voor het eerst een medaille bij de internationale elite. Op de WK in Helsinki veroverde Adams brons met een stoot van 19,62 en werd tweede bij de wereldatletiekfinale. Op de Gemenebestspelen 2006 in Melbourne won ze een gouden medaille met 19,66. Een jaar later behaalde ze het eerste grote succes in haar sportcarrière door goud te winnen op de WK in Osaka. Met een stoot van 20,54 verbeterde ze op dit kampioenschap haar PR met meer dan 30 centimeter. Ze versloeg hiermee met precies 6 cm regerend wereldkampioene Nadzeja Astaptsjoek.

### Meervoudig olympisch en wereldkampioene
Het jaar erop boekte Adams eveneens succes op de wereldindoorkampioenschappen. Op 9 maart 2008 won zij in het Spaanse Valencia een gouden medaille bij het kogelstoten met 20,19, een indoorrecord voor Oceanië. Op de Olympische Spelen van 2008 in Peking won ze een gouden medaille bij het kogelstoten. Met een beste poging van 20,56 versloeg ze de Wit-Russische atletes Natallja Michnevitsj (zilver) en Nadzeja Astaptsjoek (brons). Een jaar later prolongeerde ze haar wereldtitel bij de WK in Berlijn. Met 20,44 bleef ze de Duitse Nadine Kleinert (zilver; 20,20) en de Chinese Gong Lijiao (brons; 19,89) voor.

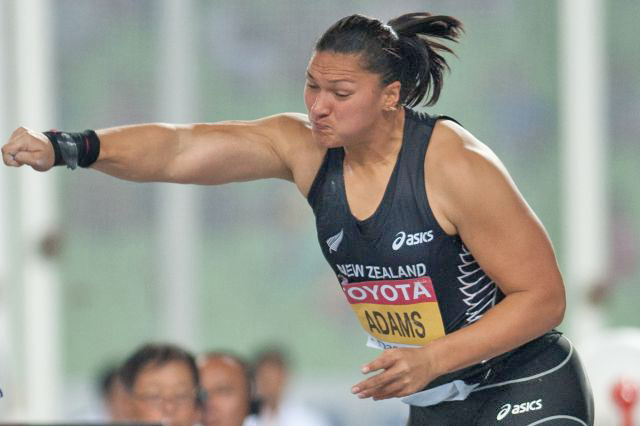
Valerie Adams op weg naar haar derde wereldtitel, Daegu 2011.

Op 29 augustus 2011 werd ze in het Koreaanse Daegu voor de derde achtereenvolgende maal wereldkampioene. Die uitslag stond al vast, maar in de laatste stoot van de wedstrijd haalde ze nogmaals uit en het resultaat van 21,24 meter was de verste stoot sinds het 'dopingtijdperk'. Na 1990 heeft uitsluitend Larisa Pelesjenko verder gestoten – maar ook die heeft dopingstraffen gehad.
Op de Olympische Spelen van Londen in 2012 prolongeerde Adams haar titel. Aanvankelijk leek Nadzeja Astaptsjoek ditmaal te sterk voor haar te zijn en de titel te hebben gewonnen, maar daags na de sluiting van de Spelen werd zij uit de uitslag geschrapt na een positieve dopingtest en ging het goud alsnog naar de Nieuw-Zeelandse.
Valerie Adams was tot begin 2010 getrouwd met discuswerper Bertrand Vili uit Nieuw-Caledonië.

## Titels
- Olympisch kampioene kogelstoten - 2008, 2012
- Wereldkampioene kogelstoten - 2007, 2009, 2011, 2013
- Wereldindoorkampioene kogelstoten - 2008, 2012, 2014
- Gemenebestkampioene kogelstoten - 2006, 2010, 2014
- Frans kampioene kogelstoten - 2003
- Nieuw-Zeelands kampioene kogelstoten - 2001, 2002, 2003, 2004, 2005, 2006, 2007, 2008, 2009, 2010, 2011, 2013, 2014
- Nieuw-Zeelands kampioene kogelslingeren - 2003
- Nieuw-Zeelands kampioene discuswerpen - 2004
- Wereldjeugdkampioene kogelstoten - 2002
- Wereldkampioene B-junioren kogelstoten - 2001

## Persoonlijke records
Outdoor
| Onderdeel      | Prestatie    | Datum            | Plaats    |
| -------------- | ------------ | ---------------- | --------- |
| kogelstoten    | 21,24 m (AR) | 29 augustus 2011 | Daegu     |
| discuswerpen   | 58,12 m      | 31 maart 2004    | Whanganui |
| kogelslingeren | 58,32 m      | 2002             |           |

Indoor
| Onderdeel   | Prestatie    | Datum            | Plaats |
| ----------- | ------------ | ---------------- | ------ |
| kogelstoten | 20,98 m (AR) | 28 augustus 2013 | Zürich |

## Palmares

### kogelstoten
Kampioenschappen
- 1999: 10e WK B-Junioren - 12,82 m
- 2001:  WK B-junioren - 16,87 m
- 2002:  WJK - 17,73 m
- 2002:  Gemenebestspelen - 17,45 m
- 2002: 6e Wereldbeker - 18,40 m
- 2003:  Franse kamp. - 18,66 m
- 2003: 5e WK - 18,65 m
- 2004: 7e OS - 18,56 m
- 2005:  WK - 19,62 m (na DQ Svetlana Kriveljova)
- 2005:  Wereldatletiekfinale - 19,55 m
- 2006:  Gemenebestspelen - 19,66 m
- 2006:  Wereldatletiekfinale - 19,64 m
- 2006:  Wereldbeker - 19,87 m
- 2007:  WK - 20,54 m
- 2007:  Wereldatletiekfinale - 20,40 m
- 2008:  WK indoor - 20,19 m
- 2008:  OS - 20,56 m
- 2009:  WK - 20,44 m
- 2010:  WK indoor - 20,49 m
- 2010:  Gemenebestspelen - 20,47 m
- 2011:  WK - 21,24 m
- 2012:  WK indoor - 20,54 m (AR)
- 2012:  OS - 20,70 m (na DQ Astaptsjoek)
- 2013:  WK - 20,88 m
- 2014:  WK indoor - 20,67 m
- 2014:  Gemenebestspelen - 19,88 m
- 2016:  WK indoor - 19,25 m

Diamond League-overwinningen
- 2010: Adidas Grand Prix – 19,93 m
- 2011:  Eindzege Diamond League
- 2011: Bislett Games – 20,26 m
- 2011: Meeting Areva – 20,78 m
- 2011: DN Galan – 20,57 m
- 2011: Aviva London Grand Prix – 20,07 m
- 2011: Weltklasse Zürich – 20,51 m
- 2012:  Eindzege Diamond League
- 2012: Golden Gala – 21,03 m
- 2012: Adidas Grand Prix – 20,60 m
- 2012: DN Galan – 20,26 m
- 2012: Athletissima – 20,95 m
- 2012: Aviva Birmingham Grand Prix – 20,52 m
- 2012: Weltklasse Zürich – 20,81 m
- 2013:  Eindzege Diamond League
- 2013: Prefontaine Classic – 20,15 m
- 2013: Meeting Areva – 20,62 m
- 2013: London Grand Prix – 20,90 m
- 2013: DN Galan – 20,30 m
- 2013: Weltklasse Zürich – 20,98 m
- 2014: Qatar Athletic Super Grand Prix – 20,20 m
- 2014: Golden Gala – 20,01 m
- 2014: Adidas Grand Prix – 19,68 m
- 2014: Athletissima – 20,42 m
- 2014: Herculis – 20,38 m
- 2016: Meeting International Mohammed VI d'Athlétisme de Rabat - 19,68 m
- 2016: Golden Gala - 19,69 m

## Onderscheidingen
- IAAF-atlete van het jaar - 2014

1948: Micheline Ostermeyer ·
1952: Galina Zybina ·
1956: Tamara Tysjkevitsj ·
1960: Tamara Press ·
1964: Tamara Press ·
1968: Margitta Gummel ·
1972: Nadezjda Tsjizjova ·
1976: Ivanka Hristova ·
1980: Ilona Slupianek ·
1984: Claudia Losch ·
1988: Natalja Lisovskaja ·
1992: Svetlana Kriveljova ·
1996: Astrid Kumbernuss ·
2000: Janina Koroltsjik ·
2004: Yumileidi Cumbá ·
2008: Valerie Vili ·
2012: Valerie Adams ·
2016: Michelle Carter ·
2020: Gong Lijiao ·
2024: Yemisi Ogunleye
1983 Helena Fibingerová ·
1987 Natalja Lisovskaja ·
1991 Huang Zhihong ·
1993 Huang Zhihong ·
1995 Astrid Kumbernuss ·
1997 Astrid Kumbernuss ·
1999 Astrid Kumbernuss ·
2001 Janina Koroltsjik ·
2003 Svetlana Kriveljova ·
2005 Nadzeja Astaptsjoek ·
2007 Valerie Vili ·
2009 Valerie Vili ·
2011 Valerie Adams ·
2013 Valerie Adams ·
2015 Christina Schwanitz ·
2017 Gong Lijiao ·
2019 Gong Lijiao ·
2022 Chase Ealey ·
2023 Chase Ealey
- World Athletics: 14292861
- Library of Congress Control Number: no2012115412
- Virtual International Authority File: 259531615
- WorldCat: E39PBJqFPcPhv6BjDHf4pd3JDq